# Niki Volos FC
Niki Volos FC (grekiska: Γυμναστικός Σύλλογος Νίκη Βόλου) är en grekisk fotbollsklubb baserad i Volos i Magnesien. Klubben spelar för närvarande i Gamma Ethniki (tredjedivisionen) i det grekiska seriesystemet. Man spelar sina hemmamatcher på Panthessaliko Stadio i Volos.
Klubben har bland annat vunnit Grekiska Fotbollsligan (andradivisionen) vid två tillfällen: 1960/1961 och 2013/2014. På grund av finansiella svårigheter fick klubben 13 poängs avdrag inför säsongen 2014/2015 av Grekiska Superligan. Man slutade näst sist i ligan på -6 poäng då Kerkyra tilldelats sistaplatsen.

## Kända tidigare spelare
- Vasil Shkurtaj
- Panagiotis Spyropoulos
- Sokratis Papastathopoulos